# يوتاكا يامادا
يوتاكا يامادا (باليابانية: やまだ豊 يامادا يوتاكا) هو ملحن ياباني، ولد في 14 مارس 1989 في طوكيو في اليابان.

## سيرته الشخصية
يوتاكا هو أحد خريجي كلية سينزوكو جاكوين للموسيقى في اليابان، حيث درس التأليف الموسيقي تحت إشراف توشيوكي واتانابي وماساتاكا ماتسو. كتب يوتاكا موسيقي لأكثر من 40 مشروعًا، بما في ذلك مسلسل الأنمي طوكيو غول، والمسلسل التلفزيوني الياباني حكم مارومو.
اجتذب عمل يوتاكا في طوكيو غول انتباه الجمهور بعد وقت قصير من صدوره في عام 2014. اكتسبت الموسيقى التصويرية الأصلية، والتي تتضمن الأغنية الرئيسية "جلاسي سكاي" (غنتها دونا بيرك)، شعبية وحصدت أكثر من 50000000 مشاهدة على يوتيوب. في عام 2018، أخذ إمينيم عينة من "جلاسي سكاي" على أغنيته "شخص جيد" من ألبومه كاميكازي.

## أعماله في السينما اليابانية
- بليتش

## أعماله في الدراما اليابانية
- هنتر: صائدات الجوائز (بالتعاون مع أسامي تاتشيبانا)

## أعماله في الأنمي

### مسلسلات أنمي تلفزيونية
- طوكيو غول
- طوكيو غول A√
- طوكيو غول:re
- إنفينيتي فورس
- فينلاند ساغا
- غريت بريتيندر

### أوفا أنمي
- طوكيو غول JACK
- طوكيو غول PINTO

## وصلات خارجية
- يوتاكا يامادا على موقع IMDb (الإنجليزية)
- يوتاكا يامادا على موقع ميوزك برينز (الإنجليزية)
- يوتاكا يامادا على موقع ديسكوغز (الإنجليزية)
- يوتاكا يامادا على موقع قاعدة بيانات الفيلم (الإنجليزية)